# Uwe Bauer
Uwe Bauer (* 10. September 1960) ist ein deutscher ehemaliger Fußballspieler. Von 1982 bis 1990 spielte er für Wismut Aue in der DDR-Oberliga, der höchsten Liga im DDR-Fußball.

## Sportliche Laufbahn
Nachdem Uwe Bauer zunächst bei der Betriebssportgemeinschaft (BSG) Einheit Auerbach in der viertklassigen Bezirksklasse des Bezirks Karl-Marx-Stadt Fußball gespielt hatte, wechselte der 22-jährige Stürmer zur Saison 1982/83 zur BSG Wismut Aue. Dort übernahm er den Platz des zum Wehrdienst eingezogenen Stürmers Olaf Diestelmeyer. Uwe Bauer wurde vom 13. Spieltag an in der Oberliga eingesetzt, bestritt alle 14 Spiele bis zum Saisonende und erzielte am 24. Spieltag sein erstes Oberligator. 1983/84 hatte er seine erfolgreichste Spielzeit, denn mit 24 Oberligaeinsätzen fehlte er nur bei zwei Punktspielen und wurde mit seinen fünf Treffern zum zweitbesten Saison-Torschützen der BSG Wismut. Während Uwe Bauer in den vorangegangenen Spielzeiten jeweils als Stürmer eingesetzt worden war, versetzte ihn Aues Trainer Hans-Ulrich Thomale in der Saison 1984/85 in die Abwehr. Wegen mehrerer Ausfälle, besonders in der Rückrunde, kam Bauer in dieser Saison nur auf 19 Oberligaspiele, schoss aber aus der Defensive heraus zwei Tore.
In der Hinrunde 1985/86 leiteten drei unterschiedliche Trainer die Oberligamannschaft. Das hatte für Uwe Bauer zur Folge, dass er stets zwischen Angriff und Abwehr  wechseln musste. Überdies setzte er mehrfach für längere Zeit aus, sodass er nur 14 Oberligaspiele bestreiten konnte und dabei auch nur ein Tor erzielte. Im Mai 1986 wurde Bauer ebenfalls für 18 Monate zum Wehrdienst in der Nationalen Volksarmee eingezogen. Als er im November 1987 wieder zu Wismut Aue zurückkehrte, geriet er wieder in einen Trainerwechsel. Unter Hans Späth kam Bauer nur in drei Oberligaspielen als Mittelfeldakteur in der Hinrunde zum Einsatz. Als im April 1988 Jürgen Escher das Training übernahm, kam Bauer zu fünf weiteren Einsätzen. Dabei war er weiter Mittelfeldspieler, kam aber noch zu zwei Toren. Zur Saison 1988/89 kam mit Ulrich Schulze erneut ein neuer Trainer. Er setzte Bauer in 19 der 26 Oberligaspiele ein und ließ ihn weiter im Mittelfeld spielen. Außerdem kam Bauer im DDR-Fußballpokal zum Einsatz, wo er von der Hauptrunde bis zum Halbfinale vier Begegnungen absolvierte.
In der von der politischen Wende beeinflussten Fußballsaison 1989/90, in der auch die Umwandlung der BSG Wismut in den FC Wismut erfolgte, bestritt Bauer seine letzten zehn Punktspiele in der Spitzenliga. Erstmals blieb er ohne Torerfolg und wurde nur in unregelmäßigen Abständen auf unterschiedlichen Positionen eingesetzt. Der FC Wismut musste nach der Saison aus der Oberliga absteigen und trat 1990/91 in der noch zweitklassigen DDR-Liga an. Dort kam Bauer nur noch zu einem 22-minütigen Einsatz in der Hinrunde und wechselte danach innerhalb der Spielklasse zum FSV Wismut Gera. Dort bestritt er bis zum Saisonende hauptsächlich im Angriff eingesetzt acht Punktspiele und erzielte zwei Tore. Ab 1991/92 trat im ostdeutschen Fußball eine neue Staffeleinteilung in Kraft, mit der u. a. die bisherige DDR-Liga zur drittklassigen Oberliga Nordost wurde, in die nun auch Wismut Gera eingestuft wurde. Sowohl Wismut als auch Uwe Bauer kehrten nicht wieder in den höheren Ligenbereich zurück.